# Metagarista triphaenoides
Metagarista triphaenoides är en fjärilsart som beskrevs av Walker 1854. Metagarista triphaenoides ingår i släktet Metagarista och familjen nattflyn. Inga underarter finns listade i Catalogue of Life.